# Quincy Promes
Quincy Anton Promes, född 4 januari 1992, är en nederländsk fotbollsspelare (ytter) som spelar för Dubai United. Han har även representerat Nederländernas landslag.

## Karriär
Den 24 juni 2019 värvades Promes av Ajax, där han skrev på ett femårskontrakt. Den 24 februari 2021 blev Promes klar en återkomst i ryska Spartak Moskva.